# サプシリー・タエラッタナチャイ
サプシリー・タエラッタナチャイ（英: Sapsiree Taerattanachai、タイ語：ทรัพย์สิรี แต้รัตนชัย、1992年4月18日 - ）は、タイの女子バドミントン選手。タイ人のダブルス選手として初のBWF世界ランキング1位を達成した。

## 経歴
2009年の世界ジュニア選手権で、女子ダブルスの種目で準決勝に進出している。2010年のアジアジュニア選手権では準優勝。
混合ダブルスではデチャポル・プアヴァラヌクローとペアを組み、2019年、2021年の世界選手権でそれぞれ準優勝と優勝を果たしている。BWFワールドツアーファイナルズでは、2020年、2021年と2連覇を達成している。2021年12月には、世界ランキング1位を達成した。
世界選手権優勝と、世界ランキング1位を達成したのは、いずれもダブルスの種目のタイ人としては史上初の快挙であった。